# 圣井河
圣井河是莱芜区牛泉街道的河流，源于上峪村，形成了石门水库，在毕毛埠村东注入牟汶河。全长12.26（7.62英里）。流经圣井村而得名，村西井碑文记载，村民择地打井，得旺水溢于井口，得名“盛井”，后演变为“圣井”。石门水库总库容2.608×106立方（9.21×107立方英尺），是砌石重力坝。